# Paul Claudel
Paul Claudel, francoski dramatik, pesnik in diplomat, * 6. avgust 1868, Vlleneuve-sur-Fère, † 23. februar 1955, Pariz.
Rojen je bil v uradniški družini. Njegova mama je bila stroga katoličanka, do otrok hladna, oče pa liberalec in ateist. Oče je bil bolj ljubeč, pri svojih otrocih pa je podpiral umetniška nagnjenja. Sestra Paula Claudela je bila Camille Claudel, učenka in ljubica kiparja Rodina, njena žalostna življenjska zgodba kaže vpliv tudi v Claudelovem ustvarjanju. Odraščal je v dobi, ko je v Franciji veljal laicizem, sploh za državne uradnike je veljalo, da morajo biti ateisti. Tudi Claudel je bil ateist, potem pa se je spreobrnil v katoliško vero. K spreobrnenju je pripomoglo branje Renanove knjige Jezusovo življenje in pa verska izkušnja na božič 1886 v pariški stolnici Notre-Dame. Od takrat pa do smrti je bil Claudel odločen katoličan. Resno je razmišljal, da stopil v benediktinski red, vendar se je odločil za diplomatsko kariero. Leta 1901 je imel afero s poročeno žensko Rosalie Vetch, ki je imela velik vpliv na njegovo delo, opeval jo je pod simbolom cvetice in zvezde. Svojo izkušnjo z Rosalie je opisal v drami Prelom poldneva (Partage de midi, 1906). Pozneje se je poročil z  Reine Sainte-Marie-Perrin, imela sta štiri otroke. Claudel je kot veleposlanik delal v raznih državah, tudi v Aziji in v ZDA. Politično je bil zelo desno usmerjen, zato je bil v nekaterih krogih zelo nepriljubljen. Tudi v španski državljanski vojni je podprl desničarske frankiste.
V njegovem delu se prepletajo prvine katolicizma in eksotizma, ki se ga je nalezel med delom v Aziji. Nanj so zelo vplivale tudi Rimbaudove simbolistične Iluminacije, v dramatiki pa španska baročna dramatika (predvsem De la Vega). Med njegovimi dramami so  simbolistična drama Zlata glava (Tête d'or, 1890), Prelom poldneva (Partage de midi, 1906),  Oznanjenje Mariji, v katero je vključil avtobiografske elemente ljubosumja med njegovima sestrama (L'Annonce faite à Marie, 1912) in Satenasti copatek (Le Soulier de satin, 1929), zelo dolga, zapletena in redko uprizorjena drama. Pesniške zbirke pa Poznavanje vzhoda (Connaissance de l'Est, 1900 in 1907), Pet velikih od (Cinq grandes Odes, 1911), Križev pot (Le Chemin de la Croix, 1911).